# Chrysichthys dageti
Chrysichthys dageti es una especie de pez de la familia Claroteidae en el orden de los Siluriformes.

## Morfología
• Los machos pueden llegar alcanzar los 30,4 cm de longitud total.

## Distribución geográfica
Se encuentran en África: río Nanga.